# Oskar Krawczyk (hokeista)
Oskar Krawczyk (ur. 25 kwietnia 1995 w Sosnowcu) – polski hokeista, reprezentant Polski.

## Kariera
- SMS I Sosnowiec (2011-2014)
- SMS II Sosnowiec (2013-2014)
- Zagłębie Sosnowiec (2014-2016)
  -  Zagłębie II Sosnowiec (2014-2015)
- GKS Katowice (2016-2022)
  -  Polonia Bytom (2019/2020)
  -  Zagłębie Sosnowiec (2021-2022)
- Zagłębie Sosnowiec (2022-)

Karierę rozwijał w SMS PZHL Sosnowiec, a potem w Zagłębiu Sosnowiec. Absolwent NLO SMS PZHL Sosnowiec z 2013. Od 2016 był zawodnikiem GKS Katowice, gdzie w 2020 przedłużył umowę. W listopadzie 2021 został wypożyczony do Zagłębia. W maju 2022 odszedł z GKS Katowice. Został wtedy zakontraktowany przez macierzyste Zagłębie.
W barwach reprezentacji Polski do lat 18 uczestniczył w turniejach mistrzostw świata juniorów do lat 18 edycji 2013 (Dywizja IB). W barwach reprezentacji Polski do lat 20 uczestniczył w turnieju mistrzostw świata juniorów do lat 20 edycji 2015 (Dywizja IB). W sezonie 2018/2019 został reprezentantem polskiej kadry seniorskiej.

## Sukcesy
Klubowe
- Złoty medal I ligi: 2015 z Zagłębiem Sosnowiec
- Srebrny medal mistrzostw Polski: 2018 z GKS Katowice
- Brązowy medal mistrzostw Polski: 2019, 2020[6] z GKS Katowice
- Złoty medal mistrzostw Polski: 2022 z GKS Katowice